# Helixanthera guangxiensis
Helixanthera guangxiensis är en tvåhjärtbladig växtart som beskrevs av Hua Shing Kiu. Helixanthera guangxiensis ingår i släktet Helixanthera och familjen Loranthaceae. Inga underarter finns listade i Catalogue of Life.